# Ichthyophages
Les Ichthyophages ou Ichtyophages  (nommés Ichthyophagoi en grec ancien (« Ἰχθυοφάγοι », « mangeurs de poissons ») et Ichthyophagi en latin), est le nom donné par les savants antiques à plusieurs peuples vivant sur les côtes dans différentes parties du monde.

## Sources

### Histoiresd'Hérodote
Hérodote, dans le livre I de ses Histoires (vers les années 440 av. J.-C.), parle de tribus mangeant uniquement du poisson, sans les qualifier d'Ichthyophages : 
« Telles sont les lois et les coutumes des Babyloniens. Il y a parmi eux trois tribus qui ne vivent que de poissons. Quand ils les ont pêchés, ils les font sécher au soleil, les broient dans un mortier, et les passent ensuite à travers un linge. Ceux qui en veulent manger en font des gâteaux, ou les font cuire comme du pain. »
Dans le livre III, en revanche, il parle clairement d'Ichthyophages, disant qu'ils servirent d'espions envoyés chez les Éthiopiens :
« Cambyse n'eut pas plutôt résolu d'envoyer des espions dans ce pays, qu'il manda, de la ville d'Éléphantine, des Ichtyophages qui savaient la langue éthiopienne. Pendant qu'on était allé les chercher, il ordonna à son armée navale d'aller à Carthage [...]
Lorsque les Ichtyophages furent arrivés d'Éléphantine, Cambyse leur donna ses ordres sur ce qu'ils devaient dire, et les envoya en Éthiopie avec des présents pour le roi. Ils consistaient en un habit de pourpre, un collier d'or, des bracelets, un vase d'albâtre plein de parfums, et une barrique de vin de palmier. [...]
Les Ichtyophages, étant arrivés chez ces peuples, offrirent leurs présents au roi, et lui parlèrent ainsi: « Cambyse, roi des Perses, qui désire votre amitié et votre alliance, nous a envoyés pour en conférer avec vous : il vous offre ces présents, dont l'usage le flatte le plus. » Le roi, qui n'ignorait pas que ces Ichtyophages étaient des espions, leur répondit en ces termes : « Ce n'est pas le vif désir de faire amitié avec moi qui a porté le roi des Perses à vous envoyer ici avec ces présents, et vous ne me dites pas la vérité. Vous venez examiner les forces de mes États, et votre maître n'est pas un homme juste. S'il l'était, il n'envierait pas un pays qui ne lui appartient pas, et il ne chercherait point à réduire en esclavage un peuple dont il n'a reçu aucune injure. Portez-lui donc cet arc de ma part, et dites-lui : Le roi d'Éthiopie conseille à celui de Perse de venir lui faire la guerre avec des forces plus nombreuses, lorsque les Perses pourront bander un arc de cette grandeur aussi facilement que moi. Mais en attendant qu'il rende grâces aux dieux de n'avoir pas inspiré aux Éthiopiens le désir d'agrandir leur pays par de nouvelles conquêtes ! »
Ayant ainsi parlé, il débanda son arc, et te donna aux envoyés. Il prit ensuite l'habit de pourpre, et leur demanda ce que c'était que la pourpre, et comment elle se faisait. Quand les Ichtyophages lui eurent appris le véritable procédé de cette teinture : « Ces hommes, dit-il, sont trompeurs ; leurs vêtements le sont aussi. » Il les interrogea ensuite sur le collier et les bracelets d'or. Les Ichtyophages lui ayant répondu que c'étaient des ornements, il se mit à rire, et, les prenant pour des chaînes, il leur dit que les Éthiopiens en avaient chez eux de plus fortes. Il leur parla en troisième lieu des parfums qu'ils avaient apportés ; et lorsqu'ils lui en eurent expliqué la composition et l'usage, il leur répondit comme il avait fait au sujet de l'habit de pourpre. Mais lorsqu'il en fut venu au vin, et qu'il eut appris la manière de le faire, il fut très content de cette boisson. Il leur demanda ensuite de quels aliments se nourrissait le roi, et quelle était la plus longue durée de la vie chez les Perses. Les envoyés lui répondirent qu'il vivait de pain, et lui expliquèrent la nature du froment. Ils ajoutèrent ensuite que le plus long terme de la vie des Perses était de quatre-vingts ans. Là-dessus, l'Éthiopien leur dit qu'il n'était point étonné que des hommes qui ne se nourrissaient que de fumier ne vécussent que peu d'années ; qu'il était persuadé qu'ils ne vivraient pas même si longtemps s'ils ne réparaient leurs forces par cette boisson (il voulait parler du vin), et qu'en cela ils avaient un avantage sur les Éthiopiens.
Les Ichtyophages interrogèrent à leur tour le roi sur la longueur de la vie des Éthiopiens, et sur leur manière de vivre. Il leur répondit que la plupart allaient jusqu'à cent vingt ans, et quelques-uns même au delà ; qu'ils vivaient de viandes bouillies, et que le lait était leur boisson. Les espions paraissant étonnés de la longue vie des Éthiopiens, il les conduisit à une fontaine où ceux qui s'y baignent en sortent parfumés comme d'une odeur de violette, et plus luisants que s'ils s'étaient frottés d'huile. Les espions racontèrent à leur retour que l’eau de cette fontaine était si légère, que rien n'y pouvait surnager, pas même le bois, ni les choses encore moins pesantes que le bois ; mais que tout ce qu'on y jetait allait an fond. Si cette eau est véritablement telle qu'on le dit, l'usage perpétuel qu'ils en font est peut-être la cause d'une si longue vie. De la fontaine, le roi les conduisit à la prison. Tous les prisonniers y étaient attachés avec des chaînes d'or ; car chez ces Éthiopiens le cuivre est de tous les métaux le plus rare et le plus précieux. Après qu'ils eurent visité la prison, on leur fit voir aussi ce qu'on appelle la Table du Soleil. »

### Arrien
Selon Arrien dans son Indica (en) (entre 336 av. J.-C. et 323 av. J.-C.), Néarque mentionne une telle race habitant les rivages arides des régions de Gwadar et de Pasni au Makran. Au cours de la marche de retour d'Alexandre le Grand, son amiral Néarque dirigea une flotte dans la mer d'Arabie le long de la côte du Makran et nota que la région était sèche et montagneuse, habitée par les Ichthyophagoi ou Mangeurs de Poissons. L'ouvrage dit précisément : 
« Ils reprirent la mer à l'aube, firent 300 stades et vinrent mouiller à Dagasira. Les habitants de cette région étaient des nomades. Reprenant la mer, ils naviguèrent toute la nuit et toute la journée sans prendre aucun repos. Ayant ainsi accompli un voyage de 1100 stades, ils laissèrent derrière eux les rivages des Ichthyophages, où ils souffrirent beaucoup du manque de nourriture nécessaire. Ils ne mouillèrent pas sur la plage, à cause du fort ressac, mais partirent à l'ancre. [...]
Tandis qu'ils naviguaient le long de la côte des Ichthyophages, ils entendirent parler d'une île qui se trouvait à une centaine de stades de la terre ferme et qui était inhabitée. Les habitants des environs disaient qu'elle était consacrée au Soleil et qu'elle s'appelait Nosala, mais que personne ne voulait y débarquer et que quiconque y était transporté sans le savoir n'était plus jamais revu. Mais Néarque raconte qu'une petite embarcation appartenant à sa flotte, montée par un équipage égyptien, disparut non loin de cette île, et que les commandants déclarèrent alors que les hommes avaient disparu parce qu'ils avaient débarqué sur l'île sans savoir qu'ils risquaient de le faire. Néarque cependant envoie une galère de trente rames pour faire le tour de l'île, en ordonnant aux hommes de ne pas débarquer sur l'île, mais de naviguer le plus près possible du rivage et d'appeler les hommes en criant à haute voix le nom du pilote ou de toute autre personne dont ils se souviendraient. Néarque nous raconte ensuite que, comme personne ne répondait à leur appel, il fit voile vers l’île et obligea les marins à débarquer, bien contre leur gré. Il débarqua lui-même, prouvant ainsi que l’histoire de l’île n’était qu’un mythe. Il dit aussi qu’il avait entendu une autre histoire à propos de l’île : elle avait été autrefois la demeure d’une Néréide, dont il ne pouvait pas connaître le nom, dit-il. Elle avait l’habitude d’avoir des relations avec tout homme qui s’approchait de l’île, et elle le transformait alors d’homme en poisson, puis le jetait à la mer. Mais le Soleil, mécontent de la Néréide, lui ordonna de quitter l’île, ce qu’elle accepta, mais demanda à être guérie de sa maladie, et le Soleil lui accorda. Elle eut alors pitié des hommes qu’elle avait transformés en poissons, et les transforma de nouveau de poissons en hommes, et de ces hommes descendit la race des Ichtyophages sans interruption jusqu’à l’époque d’Alexandre. Comment Néarque, à mon avis, ne mérite aucun crédit pour avoir dépensé autant de temps et de talent à prouver la fausseté de ces histoires, ce qui n'est pas une chose difficile à faire, sachant comme je le suis à quel point c'est une tâche pénible de sélectionner des histoires du vieux monde dans le but de les réfuter.
Au-delà des Ichthyophages, dans l'intérieur des terres, habitent les Gédrosiens, un pays qui est un désert de sable funeste. L'armée d'Alexandre et Alexandre lui-même y souffrirent beaucoup de maux, comme je l'ai déjà dit dans un autre récit. Mais lorsque l'expédition atteignit le premier port de Carmanie (en), après avoir quitté les Ichthyophages, elle se mit à l'ancre en pleine mer, comme c'était la première fois qu'elle mouillait en Carmanie, car une violente houle s'étendait le long du rivage et loin au large. Dès lors, elle ne navigua plus comme auparavant, vers le soleil couchant, mais les proues se dirigèrent plutôt vers le nord-ouest. La Carmanie est plus boisée et produit de meilleurs fruits que le pays des Ichthyophages et des Orites (en), elle est plus herbeuse et mieux approvisionnée en eau. »

### Bibliothèque historiquede Diodore de Sicile
Diodore de Sicile, dans sa Bibliothèque historique (Ier siècle av. J.-C.), explique :
« Nous dirons d'abord un mot des Ichthyophages qui peuplent tout le littoral, depuis la Carmanie et la Gédrosie jusqu'à l'extrémité la plus reculée du golfe Arabique. [...]
Les Ichthyophages tirent de la mer des avantages extraordinaires et incroyables. Ils se livrent à la pêche quatre jours de suite, et passent leur temps dans de joyeux festins, en s'égayant par des chants sans rythme. Puis, pour perpétuer leur race, ils vont se joindre aux premières femmes que le hasard leur offre ; ils sont libres de tout souci, puisque leur nourriture est toujours toute prête. Le cinquième jour, ils vont tous ensemble boire au pied des montagnes. Ils trouvent là des sources d'eau douce, où les nomades abreuvent leurs troupeaux. Leur marche ressemble à celle d'un troupeau de bœufs ; ils font entendre des cris inarticulés, un bruit de voix confus. Les mères portent sur leurs bras les enfants encore à la mamelle, et les pères, ceux qui sont sevrés ; tandis que les enfants ayant plus de cinq ans accompagnent leurs parents en courant et en jouant, et se font de ce voyage une fête de réjouissance. Car la nature qui n'est pas encore pervertie, place le souverain bien dans la satisfaction des besoins physiques, et ne songe pas aux plaisirs recherchés. Quand ils sont arrivés aux abreuvoirs des nomades, ils se remplissent le ventre de boisson tellement qu'ils ont de la peine à se traîner. Pendant toute cette journée ils ne mangent rien ; chacun se couche par terre, tout repu, suffocant de plénitude et tout semblable à un homme ivre. Le lendemain ils retournent manger du poisson et continuent ce régime périodique pendant toute leur vie. Les Ichthyophages qui habitent les étroites vallées du littoral, et qui mènent ce genre de vie sont, grâce à la simplicité de leur nourriture, rarement atteints de maladies ; cependant ils vivent moins longtemps que nous.
Quant aux Ichthyophages qui demeurent sur le littoral en dehors du golfe Arabique, leurs habitudes sont beaucoup plus singulières. Ils n'éprouvent pas le besoin de boire, et n'ont naturellement aucune passion. Relégués par le sort dans un désert, loin des pays habités, ils pourvoient à leur subsistance par la pêche et ne cherchent pas d'aliment liquide. Ils mangent le poisson frais et presque cru, sans que cette nourriture leur ait donné l'envie ou même l'idée de se procurer une boisson. Contents du genre de vie que le sort leur a départi, ils s'estiment heureux d'être au-dessus des tourments du besoin. Mais ce qu'il y a de plus étrange, c'est qu'ils sont d'une si grande insensibilité qu'ils surpassent, sous ce rapport, tous les hommes, et que la chose paraît presque incroyable. Cependant, plusieurs marchands d’Égypte qui, naviguant à travers la mer Rouge, abordent encore aujourd'hui le pays des Ichthyophages, s'accordent avec notre récit concernant ces hommes apathiques. Ptolémée, troisième du nom, aimant passionnément la chasse des éléphants, qui se trouvent dans ce pays, dépêcha un de ses amis, nommé Simmias (en), pour explorer la contrée. Muni de tout ce qui était nécessaire pour ce voyage, Simmias explora tout le pays littoral, ainsi que nous l'apprend l'historien Agatharchide de Cnide. Cet historien raconte, entre autres, que cette peuplade d'Éthiopiens apathiques ne fait aucunement usage de boissons, par les raisons que nous avons déjà indiquées. Il ajoute que ces hommes ne se montrent point disposés à s'entretenir avec les navigateurs étrangers, dont l'aspect ne produit sur eux aucun mouvement de surprise ; ils s'en soucient aussi peu que si ces navigateurs n'existaient pas. Ils ne s'enfuyaient point à la vue d'une épée nue et supportaient sans s'irriter les insultes et les coups qu'ils recevaient. La foule n'était point émue de compassion et voyait égorger sous ses yeux les enfants et les femmes sans manifester aucun signe de colère ou de pitié ; soumis aux plus cruels traitements, ils restaient calmes, regardant ce qui se faisait avec des regards impassibles et inclinant la tête à chaque insulte qu'ils recevaient. Ou dit aussi qu'ils ne parlent aucune langue et qu'ils demandent par des signes de la main ce dont ils ont besoin. Mais la chose la plus étrange, c'est que les phoques vivent avec eux familièrement et font la pêche en commun, comme le feraient les autres hommes, se confiant réciproquement le soin de leur retraite et de leur progéniture. Ces deux races si distinctes d'êtres vivants passent leur vie en paix et dans la plus grande harmonie. Tel est le genre de vie singulier qui, soit habitude, soit nécessité, se conserve de temps immémorial chez ces espèces de créatures.
Les habitations de ces peuplades diffèrent de celles des Ichthyophages ; elles sont accommodées à la nature de la localité. Les uns vivent dans des cavernes exposées surtout au nord, dans lesquelles ils sont rafraîchis par une ombre épaisse et par le souffle des vents. Les cavernes exposées au midi étant aussi chaudes que des fours, sont tout à fait inhabitables en raison de cet excès de chaleur. Ceux qui sont privés de grottes situées au nord, amassent les côtes des cétacés rejetés par la mer ; quand ils ont recueilli une quantité suffisante de ces côtes, ils les arc-boutent les unes contre les autres, de manière que la face convexe regarde au dehors, et ils garnissent les interstices avec des herbes marines. Ils se soustraient sous cet abri au plus fort de la chaleur, le besoin les renflant industrieux. Les Ichthyophages ont une troisième sorte d'asile : il croît dans ces parages beaucoup d'oliviers dont les racines sont arrosées par la mer et qui portent un feuillage épais ainsi qu'un fruit semblable à une châtaigne ; en entrelaçant les branches de ces arbres, ils se procurent un ombrage sous lequel ils établissent leurs demeures. Ces Ichthyophages profitent ainsi tout à la fois des avantages de la terre et de la mer ; l'ombre du feuillage les préserve du soleil et les flots de la mer tempèrent la chaleur du climat en même temps que le souffle de vents rafraîchissants invite le corps au repos. Il nous reste à dire que les Ichthyophages ont un quatrième mode d'habitation : il s'est formé, par la suite des temps, des amas d'algues marines, hauts comme des montagnes et qui, par l'action combinée et continuelle de la mer et du soleil, deviennent compactes et se consolident par le sable qui leur sert de ciment. Ils y creusent des terriers de la hauteur d'un homme, dont la partie supérieure est disposée en forme de toit et la partie inférieure percée de cavités oblongues qui communiquent entre elles. Ils y jouissent de la fraîcheur et se reposent tranquillement jusqu'au moment de la marée montante ; ils s'élancent alors de leurs retraites pour se livrer à la pêche. Lorsque les eaux se retirent, ils se réfugient de nouveau dans leurs terriers pour se régaler des poissons qu'ils ont pris. Leurs funérailles consistent à laisser les corps exposés sur le rivage pendant le reflux, et à les jeter dans la mer pendant la marée haute. Ils servent ainsi eux-mêmes de pâture aux poissons dont ils se nourrissent ; et cet usage y existe de tout temps.
Il y a une race d'Ichthyophages dont l'existence dans les lieux qu'ils habitent est un véritable problème. Ils sont établis dans des précipices où jamais homme n'a pu pénétrer ; ces précipices sont fermés par des rochers taillés à pic et bordés d'escarpements qui rendent tout accès impraticable ; partout ailleurs ils ont pour limites la mer, qu'il est impossible de passer à gué, et les habitants ne se servent pas de bateaux, la navigation leur étant inconnue. Comme il est impossible de se procurer des renseignements sur cette race d'hommes, il me reste à dire qu'ils sont autochtones, qu'ils n'ont point d'origine et existent de tout temps ; cette opinion est professée par quelques physiciens sur toutes les choses qui sont de leur ressort. Mais, quand il s'agit d'objets que notre intelligence ne peut pas atteindre, il arrive infailliblement que ceux qui veulent démontrer beaucoup savent fort peu ; car les paroles peuvent flatter l'oreille sans atteindre la vérité. »

### Géographiede Strabon
Strabon, dans sa Géographie (écrite entre 20 av. J.-C. et 23 apr. J.-C.), les mentionne également tout au long de la côte africaine de la mer Rouge :
« C'est le cap Diré, avec une petite ville de même nom, habitée toute par des Ichthyophages, qui forme, sur la rive éthiopienne, le détroit [donnant accès dans le golfe Arabique.] On voit encore, paraît-il, à Diré une stèle ou colonne du roi d’Égypte Sésostris avec inscription hiéroglyphique commémorative du passage du détroit par le conquérant. Il y a toute apparence, en effet, que Sésostris, après avoir conquis, lui 1e premier, l’Éthiopie et la Troglodytique, passa en Arabie et partit de là pour parcourir triomphalement toute l'Asie, comme l'attestent et les retranchements dits de Sésostris qu'on rencontre en maint endroit de cette contrée, et tant de sanctuaires aussi, bâtis évidemment sur le modèle des temples égyptiens. Le golfe, à la hauteur de Diré, se rétrécit au point de n'avoir plus qu'une largeur de 60 stades.
Au delà de l'île Ophiôdès, on voit se succéder un grand nombre de tribus d'Ichthyophages et de Nomades.
Passé le port d'Eumène, toute la côte jusqu'à Diré et jusqu'au Détroit des six îles est occupée par des Ichthyophages, des Créophages et des Colobes, lesquels s'enfoncent même assez avant dans l'intérieur. On y rencontre aussi, avec un certain nombre de cynégies ou de chasses d'éléphants, plusieurs villes de peu d'importance. Ajoutons que quelques petites îles bordent cette partie de la côte. La plupart des peuples que nous venons de nommer sont nomades ; quelques-uns dans le nombre sont agriculteurs, et sur beaucoup de points du territoire de ces derniers le styrax croit en abondance C'est à la marée basse que les Ichthyophages ramassent le poisson ; une fois qu'ils l'ont ramassé, ils le jettent contre les rochers et l'y laissent cuire au soleil. Puis ils le désossent, et, recueillant les arêtes, ils les entassent ; quant à la chair, ils la pétrissent avec les pieds, et en font ensuite des gâteaux ou des pâtes, qu'ils recuisent au soleil et qu'ils gardent comme provisions. Lors des gros temps, ne pouvant ramasser de poisson, ils broient les arêtes qu'ils ont entassées et les arrangent de même en pâtes qu'ils mangent ensuite. Ils aiment aussi beaucoup à sucer les arêtes fraîches. Bon nombre d'Ichthyophages engraissent dans des fondrières, qui sont autant de relais de mer, certains coquillages charnus, et cela au moyen de menus poissons ou de fretin qu'ils y jettent : autre ressource précieuse pour eux quand le poisson devient rare. Ils entretiennent d'ailleurs aussi des viviers de toute sorte pour y garder en réserve le poisson lui-même. D'autres tribus, de celles qui habitent la partie de la côte où l'eau douce fait défaut, se déplacent tous les cinq jours au grand complet, avec femmes et enfants, et en poussant des cris d'allégresse remontent vers les puits et aiguades de l'intérieur ; puis, à peine arrivés, tous s'élancent vers l'eau, et courbés, penchés au-dessus comme des bestiaux, ils boivent, boivent, jusqu'à ce que leur ventre, tendu et ballonné, devienne aussi dur qu'une peau de tambour, après quoi ils regagnent comme ils peuvent le bord de la mer. Ces populations habitent au fond de cavernes ou dans de grossières cahutes, que supportent des os et arêtes de cétacés en guise de poutres et de solives, et qui sont couvertes en branchages d'olivier. »

### Histoire naturellede Pline l'Ancien
Pline l'Ancien, dans son Histoire naturelle (publiée vers 77), relate l'existence de tels peuples sur les îles du golfe Persique : 
« Quelques-uns veulent que la Daritis soit une partie de l'Ariane, et ils disent que ces deux contrées prises ensemble ont une longueur de 1.950.000 pas, et une largeur moitié moindre que celle de l'Inde ; d'autres ont placé les Gedruses et les Pasires pendant 183.000 pas, puis les Ichthyophages Orites, qui parlent non l'indien, mais une langue particulière, pendant 20:00,000 pas; puis la nation des Arbiens, pendant 200.000 pas encore. Alexandre défendit à tous les Ichthyophages de se nourrir de poisson. Au delà sont des déserts, puis la Carmanie (en), la Perse, et l'Arabie.
[...] puis les Ichthyophages, qui s'étendent dans un si long espace, qu'on navigue pendant vingt jours le long de leur côte ; l'île appelée île du Soleil, ou Lit des Nymphes, dont le sol est rouge et fait périr tout animal, sans qu'on en connaisse la cause ; la nation des Oriens ; l'Hytanis, fleuve de la Carmanie, qui a un port, et qui roule de l'or. Là, pour la premiers fois, les navigateurs revirent la grande Ourse : ils ajoutent qu'Arcturus n'est visible ni toutes les nuits ni la nuit entière ;
Au delà du fleuve du Chien, d'après Juba, une montagne qui semble brûlée; la nation des Épimaranites ; puis les Ichthyophages ; une île déserte; la nation des Bathymes ; les monts Eblitéens ; l'île Omoenus ; le port Machorbe ; les îles Etaxalos et Onchobrice ; la nation des Chadéens ; plusieurs îles sans nom; îles renommées, Isura, Rhinnéa, et une île voisine où sont des colonnes de pierre portant des inscriptions en caractères inconnus; le port de Goboea ; les îles Bragae, désertes; la nation des Thaludéens ; la région de Dabanegoris ; le mont Orsa, avec un port; le golfe Duatus ; plusieurs îles ; le mont Tricoryphos ; la région de Cardalène ; les îles Solanides et Capina ; les îles des Ichthyophages ; puis Glari, le littoral Hamméen, où sont des mines d'or; la contrée Canauna ; les nations des Apitames et des Gasanes ; l'île Devade; la fontaine Goralus ; les îles Calaeu et Amnamethu ; la nation des Darres ; l'île de Chélonitis, plusieurs îles des Ichthyophages ; Eodanda, déserte; Basag ; plusieurs îles des Sabéens ;
Tous les autres ont pensé que la chaleur brûlante du soleil en empêchait la navigation. De plus, le commerce est en butte aux pirateries d'Arabes insulaires appelés Ascite, parce que, plaçant des planches sur deux outres de peau de bœuf, ils attaquent les navigateurs avec des flèches empoisonnées. Juba compte encore parmi les Troglodytes ceux qui sont nommés Thérothoes (Chacals-chasseurs), parce qu'ils atteignent le gibier à la course, de même que les Ichthyophages nagent aussi bien que les animaux marins, les Bargènes, les Zagères, Ies Chalybes, les Saxines, les Syrèques, les Darèmes, les Domazanes. »

### Pausanias le Périégète
Pausanias le Périégète, dans sa Description de la Grèce (IIe siècle), les situe sur la côte occidentale (africaine) de la mer Rouge : 
« Parmi les Éthiopiens qui demeurent au-dessus de Syéné, les plus éloignés sont les Ichtyophages, qui habitent les bords de la mer Érythrée, autour d'un golfe qui porte leur nom ; ceux de Méroé et de la plaine Éthiopique, sont les plus renommés par leur équité et on voit chez eux la table du Soleil ; mais il n'y a point de mer dans leur pays, et ils n'ont pas d'autre fleuve que le Nil. »

### Ptolémée
Ptolémée au IIe siècle parle de mangeurs de poissons sur les côtes du golfe Persique, sur la côte de la mer Rouge, sur la côte ouest de l'Afrique  et sur la côte de l'Extrême-Orient près du port de Cattigara (en).

### Table de Peutinger
Il s'agit d'un groupe ethnique identifié sur la Table de Peutinger du IVe siècle, comme un peuple de la côte du Baloutchistan. L'existence de telles tribus a été confirmée par Richard Francis Burton (El-Medinah, p. 144).

### Liber Monstrorum
Le Liber monstrorum, catalogue de peuples et créatures légendaires anonyme du VIIIe siècle, les décrit ainsi : 
« En Inde, près de l'Océan, nous avons entendu parler d'une certaine race d'hommes velus sur tout le corps, qui se nourrissent d'eau et de poisson cru, et dont la nudité naturelle n'est couverte que de poils, comme les animaux sauvages. Les Indiens les appellent ichtyophages [« mangeurs de poissons »], et ils ne sont pas seulement habitués à la terre, mais vivent dans les ruisseaux et les étangs, et surtout près de la rivière Epigmaris. »

### Jean Kananos
C'est le nom que Jean Kananos utilisait pour les Islandais au XVe siècle.